# Love Kills (1998)
Love Kills – Nicht nur die Liebe tötet (Originaltitel: Love Kills) ist eine US-amerikanische Filmkomödie aus dem Jahr 1998. Regie führte Mario Van Peebles, der auch das Drehbuch schrieb, die Hauptrolle übernahm und den Film mitproduzierte.

## Handlung
Poe Finklestein flieht aus dem Gefängnis und versteckt sich bei der vermögenden Witwe Evelyn Heiss, für die er als Masseur arbeitet. Er versucht, genau so wie auch die Verwandten der Frau, ihre Juwelen zu stehlen. Finklesteins Komplizin taucht auf und gibt sich als seine Schwester Sylvia Finkelstein aus. Evelyns Stiefsohn Dominique täuscht einen Überfall auf das Anwesen vor. Dabei stirbt einer seiner Freunde. Der Polizist Danny Tucker ermittelt und zeigt ebenfalls Interesse an den Edelsteinen.

## Produktionsnotizen
Andrew Sugerman war der ausführende Produzent. Der Film wurde in den meisten Ländern direkt auf Video veröffentlicht.

## Synchronisation
| Rolle               | Deutscher Sprecher   |
| ------------------- | -------------------- |
| Poe Frinklestein    | Torsten Michaelis    |
| Evelyn Hass         | –                    |
| Dominique           | Viktor Neumann       |
| Sylvia Frinklestein | –                    |
| Alena Heiss         | –                    |
| Danny Tucker        | Torsten Münchow      |
| Diesel              | Gunnar Helm          |
| James               | –                    |
| Derrick             | –                    |
| Kashi               | –                    |
| Lela                | –                    |
| Abel                | –                    |
| Emmet               | Reinhard Scheunemann |

## Kritiken
Janet Branagan schrieb im Apollo Movie Guide, der nicht besonders gelungene Film sei „absolut eigenartig“. Es gebe originelle Momente, aber die Charaktere würden cartoonhaft wirken. Der Film wirke konfus und richtungslos.
Das Lexikon des internationalen Films schrieb, die „Actionkomödie im Tarantino-Fahrwasser“ sei ein „Tiefpunkt für Mario Van Peebles“. Über die „fahrige Inszenierung“ könne „man im Gros des Videoangebots noch hinwegsehen“, aber „sexistische Dialoge und eine lustvoll ausgespielte Folterszene stoßen an die Grenzen des Erträglichen“.